# Heliacus worsfoldi
Heliacus worsfoldi is een slakkensoort uit de familie van de Architectonicidae. De wetenschappelijke naam van de soort is voor het eerst geldig gepubliceerd in 1981 door Quinn.